# Gina McCarthy
Regina McCarthy (Brighton, Boston, 3 de mayo de 1954) es una antropóloga estadounidense, experta en salud ambiental y calidad del aire, que se desempeña desde 2021 como la primera Asesora Nacional del Clima de la Casa Blanca bajo el mandato del presidente estadounidense Joe Biden. Se desempeñó como la decimotercera administradora de la Agencia de Protección Ambiental (EPA) de 2013 a 2017 bajo el presidente de Estados Unidos, Barack Obama, convirtiéndose en el rostro de la iniciativa de Obama sobre el calentamiento global y el cambio climático.

## Biografía
Nacida en el barrio de Brighton en Boston, McCarthy se crio en Canton y Dorchester, Massachusetts. Tiene ascendencia irlandesa y creció en una familia de clase trabajadora. Se graduó de la Universidad de Massachusetts en 1976 con una licenciatura en Antropología Social. Más tarde asistió a la Universidad de Tufts, donde recibió una Maestría en Ciencias que combinaba Ingeniería de Salud Ambiental con Planificación y Política en 1981.

## Carrera profesional

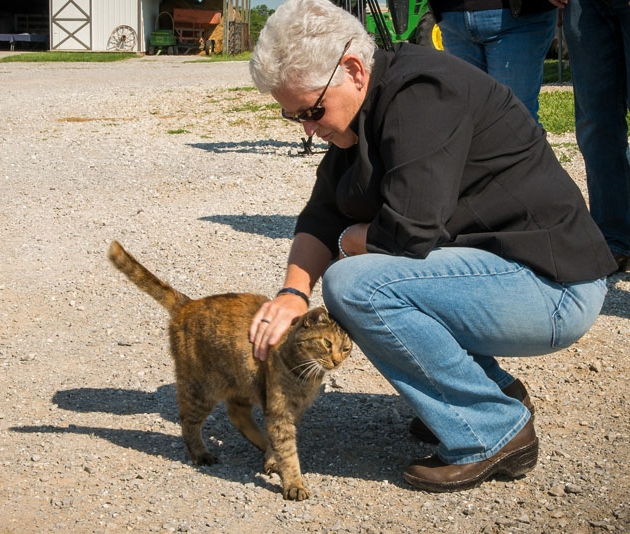
McCarthy visitando una granja de Misuri en 2014

McCarthy comenzó su carrera en salud y medio ambiente en 1980, como agente de salud de la ciudad de Canton, Massachusetts. En 1985, el gobernador Michael Dukakis la nombró para formar parte de un consejo estatal de seguridad de desechos peligrosos. Ocupó varios puestos importantes en la administración pública en Massachusetts, incluyendo la subsecretaría de políticas de la Oficina Ejecutiva de Asuntos Ambientales de Massachusetts de 1999 a 2003 y la subsecretaría de la Oficina de Desarrollo de la Commonwealth de Massachusetts de 2003 a 2004.[cita requerida]
McCarthy ha trabajado en temas ambientales a nivel estatal y local y ha desarrollado políticas sobre crecimiento económico, energía, transporte y medio ambiente. Se desempeñó como asesora medioambiental de cinco gobernadores de Massachusetts, incluido el exgobernador Mitt Romney.
De 2004 a 2009 fue comisionada del Departamento de Protección Ambiental de Connecticut. En ese cargo, desarrolló e implementó la primera política regional para comercializar créditos de carbono para reducir las emisiones de gases de efecto invernadero de las centrales eléctricas.

### Administración de la EPA

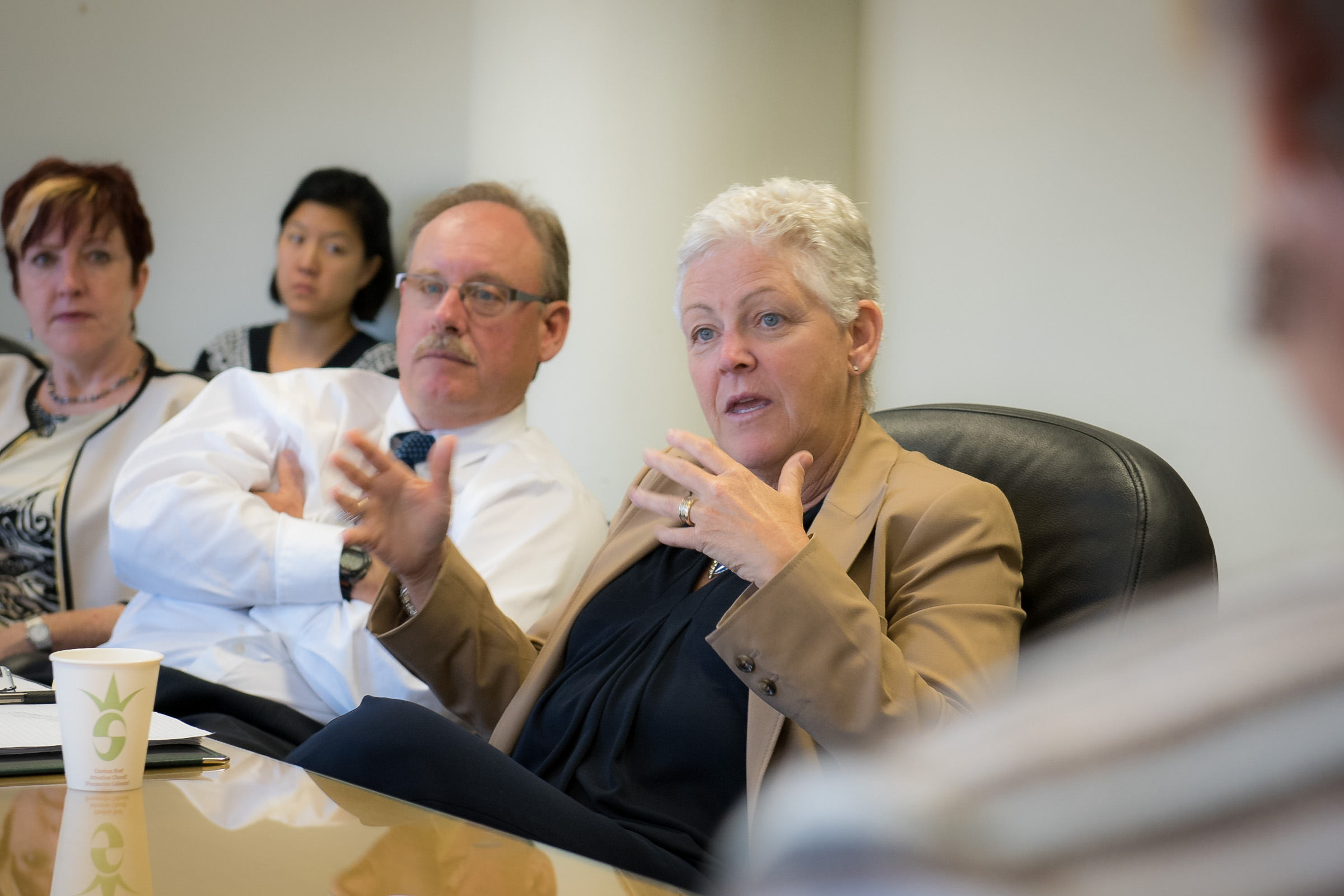
McCarthy en una reunión de 2014

El 4 de marzo de 2013, el presidente Barack Obama nominó a McCarthy para reemplazar a Lisa Jackson como directora de la EPA. Las audiencias de confirmación comenzaron el 11 de abril de 2013. Después de que el Comité Senatorial de Medio Ambiente y Obras Públicas aprobó la nominación de McCarthy en una votación el 16 de mayo, la nominación fue estancada durante un mes en el Senado por John Barrasso de Wyoming.
Mientras tanto, Bob Perciasepe se desempeñó como administrador interino de la EPA. David Vitter, el republicano de mayor rango en el comité, planteó 600 de un total de 1.100 preguntas a McCarthy. Los republicanos del comité exigieron respuestas de McCarthy sobre cinco solicitudes de transparencia.
El retraso en la confirmación resultó ser el período más largo que la agencia estuvo sin un líder. Christine Todd Whitman, exgobernadora republicana de Nueva Jersey y administradora de la EPA durante la presidencia de George W. Bush, declaró: «No se trata de [McCarthy], se trata de la agencia (...) Los republicanos perdieron las elecciones [presidenciales] y deben darse cuenta de que este es el candidato elegido por el presidente. Pueden ir tras el presidente, pero Gina McCarthy debería obtener un voto positivo y negativo». El 18 de julio de 2013, el Senado confirmó a McCarthy como la decimotercera administradora de la Agencia de Protección Ambiental por una votación de 59 a 40, en gran parte de acuerdo con las líneas partidistas.

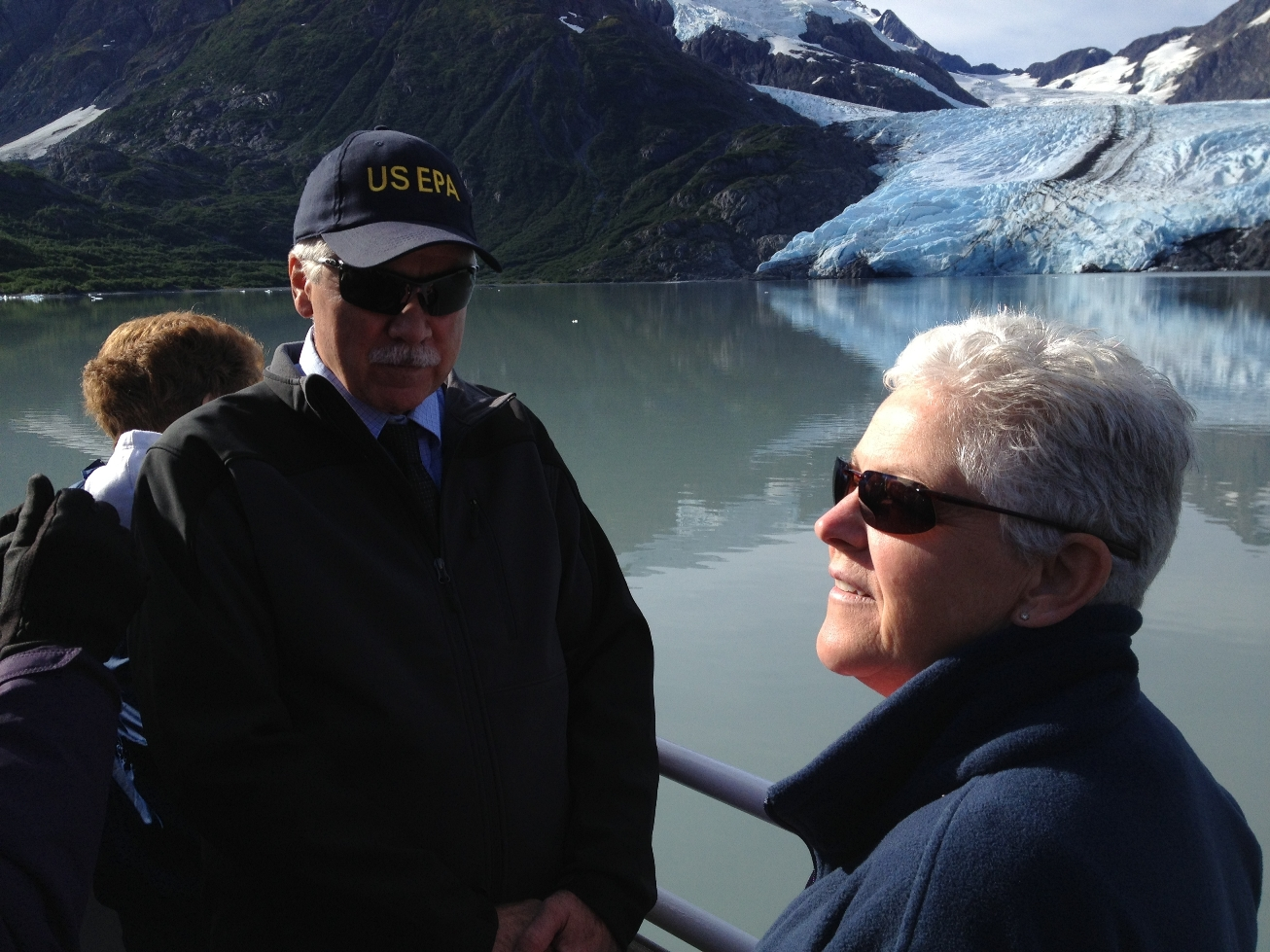
Administradora Gina McCarthy en el lago glaciar Portage en Alaska, 26 de agosto de 2013

El 27 de mayo de 2015, McCarthy finalizó una regla bajo la Ley de Agua Limpia que propuso una nueva definición detallada e inclusiva de las «aguas de los Estados Unidos» (WOTUS, por sus siglas en inglés). Trece estados demandaron y el juez de distrito en jefe de los Estados Unidos, Ralph R. Erickson, emitió una orden judicial bloqueando la regulación en esos estados.
En una demanda separada, el 9 de octubre, el juez de la Corte de Apelaciones de los Estados Unidos para el Sexto Circuito David McKeague, junto con el juez Richard Allen Griffin, suspendió la aplicación de la regla en todo el país; el juez Damon Keith discrepó. El Congreso aprobó una resolución conjunta bajo la Ley de Revisión del Congreso que anula la regla "WOTUS", pero el presidente Obama vetó la medida.
El 25 de junio de 2015, McCarthy finalizó el Plan de Energía Limpia bajo la Ley de Aire Limpio, buscando reducir el uso de carbón de conformidad con el Acuerdo de París. Los impugnadores no lograron que la Corte de Apelaciones de los Estados Unidos para el Distrito de Columbia suspendiera la regulación, pero el 9 de febrero de 2016, la Corte Suprema votó 5-4 para conceder la suspensión, la primera vez que la Corte Suprema alguna vez se mantuvo un reglamento antes de la revisión de un tribunal inferior.
El 17 de marzo de 2016, McCarthy y el gobernador de Míchigan, Rick Snyder, testificaron ante el Comité de Supervisión y Reforma del Gobierno de la Cámara de Representantes de los Estados Unidos con respecto a la crisis del agua en Flint. Snyder se disculpó por los errores del Estado. McCarthy, sin embargo, insistió en que la EPA no había hecho nada malo y que «no hay forma de que mi agencia haya creado este problema». En octubre de 2016, el inspector general de la EPA concluyó que la EPA había retrasado injustamente la emisión de una orden de emergencia con respecto a Flint.

### Sector privado
En 2017, McCarthy se unió a Pegasus Capital Advisors, una firma de capital privado, donde se desempeñó como asesora operativa enfocada en inversiones sustentables y bienestar.
A fines de mayo de 2018, la Escuela de Salud Pública TH Chan de Harvard anunció la formación de un nuevo centro de ciencias de la salud y el clima, el Centro para el Clima, la Salud y el Medio Ambiente Global en la Escuela de Harvard Chan con McCarthy como su directora. En enero de 2020, fue nombrada presidenta de su junta de asesores.
En noviembre de 2019, McCarthy fue nombrada presidenta y directora ejecutiva del Consejo de Defensa de los Recursos Naturales, a partir de principios de 2020.

### Administración Biden
El 18 de diciembre de 2020, el presidente electo Biden presentó a McCarthy como su elección para convertirse en el primer Asesora Climática Nacional, jefa de la Oficina de Política Climática de la Casa Blanca, siendo la principal asesora de Biden sobre política nacional de cambio climático. El puesto, que tendrá su propio personal, será parte de la Oficina de la Casa Blanca.